# Holcomb (Kansas)
Holcomb é uma cidade localizada no estado americano de Kansas, no Condado de Finney.

No final de 1959, o assassinato da família Clutter levou o escritor Truman Capote ao local. Da investigação do caso, surgiu o seu maior sucesso, o livro A Sangue Frio.

## Demografia
Segundo o censo americano de 2000, a sua população era de 2026 habitantes.
Em 2006, foi estimada uma população de 1895, um decréscimo de 131 (-6.5%).

## Geografia
De acordo com o United States Census Bureau tem uma área de
3,0 km², dos quais 3,0 km² cobertos por terra e 0,0 km² cobertos por água.

## Localidades na vizinhança
O diagrama seguinte representa as localidades num raio de 52 km ao redor de Holcomb.